# Nordische Badmintonmeisterschaft 1981
Die Nordische Badmintonmeisterschaft 1981 fand vom 21. bis zum 22. November 1981 in Reykjavík statt.

## Finalergebnisse
| Disziplin    | Sieger                      | Finalist                       | Ergebnis         |
| ------------ | --------------------------- | ------------------------------ | ---------------- |
| Herreneinzel | Morten Frost                | Flemming Delfs                 | 18-17, 15-5      |
| Dameneinzel  | Lene Køppen                 | Nettie Nielsen                 | 9-12, 11-1, 11-3 |
| Herrendoppel | Morten Frost Steen Fladberg | Flemming Delfs Steen Skovgaard | 15-9, 15-5       |
| Damendoppel  | Lene Køppen Pia Nielsen     | Nettie Nielsen Dorte Kjær      | 15–13, 17–14     |
| Mixed        | Steen Skovgaard Lene Køppen | Lars Wengberg Anette Börjesson | 17-14, 15-9      |